# Kondensatornetzteil

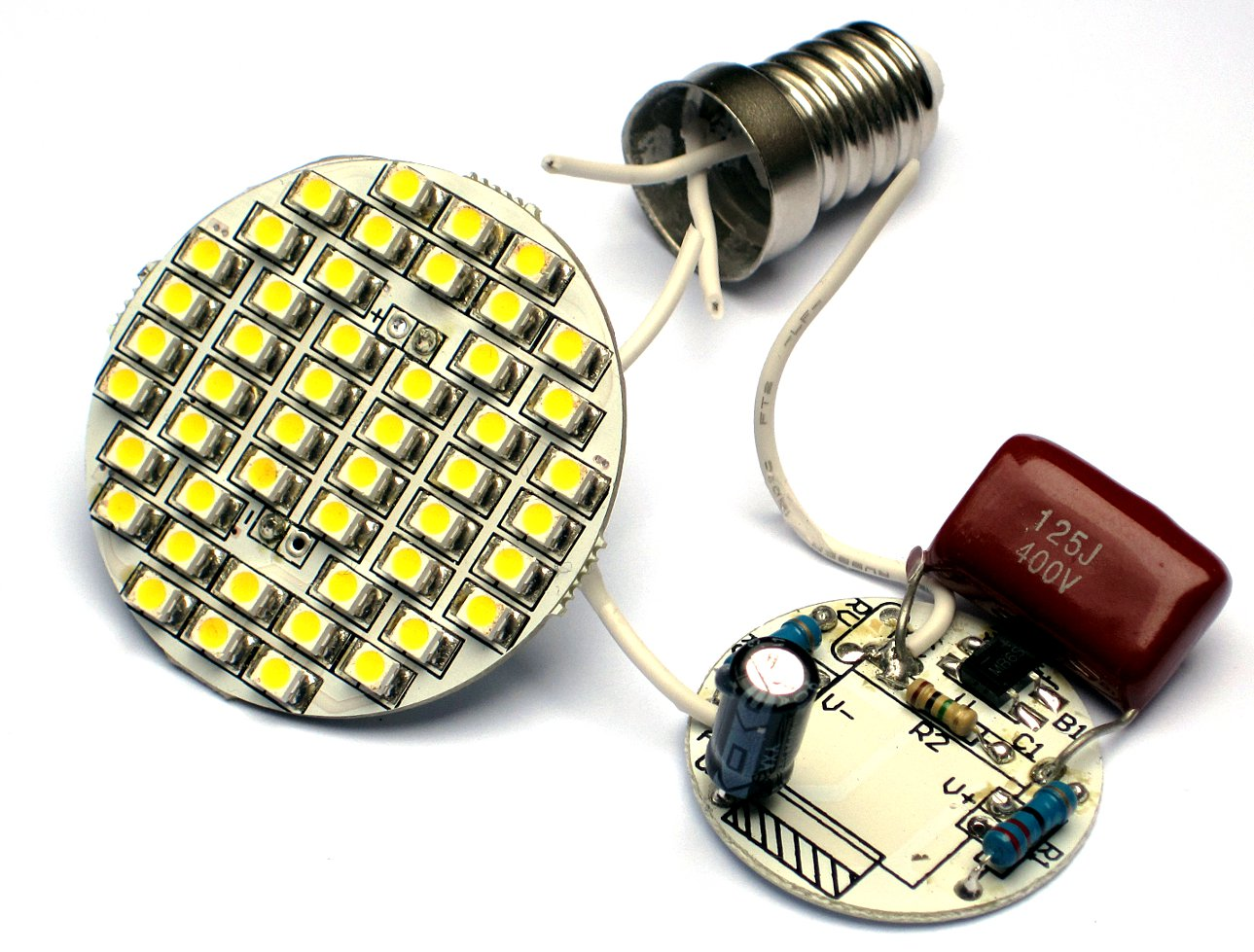
Kondensatornetzteil (rechts unten, Kondensator dunkelrot) für das LED-Array (links) einer LED-Lampe (E14-Schraubsockel oben). Nähere Schaltungsbeschreibung unter Leuchtdiode →Betrieb an Netzspannung

Ein Kondensatornetzteil ist eine Sonderform eines Netzteiles. Mit dem Blindwiderstand eines Kondensators als kapazitivem Vorwiderstand wird die Netzspannung verringert. Wegen der Sicherheitsanforderungen an den Kondensator und der Baugröße wird es nur bei geringen Strömen bis einige 10 Milliampere oder bei großen Ausgangsspannungen (>70 V) eingesetzt. Der Vorteil ist der geringe Bauteilaufwand und der Nachteil ist die fehlende galvanische Trennung. Ein damit versorgtes Gerät muss berührungssicher gekapselt sein. Historisch wurden Mitte des 20. Jahrhunderts in Röhrenradios die in Reihe geschaltenen Heizungen der Elektronenröhren mit einem Vorschaltkondensator an Netzspannung versorgt.

## Anwendung
Mit Kondensatornetzteilen werden elektronische Schaltungen mit niedrigem Stromverbrauch energie- und kosteneffizient an die Netzspannung angeschlossen. Kondensatornetzteile eignen sich besonders für geringe Ströme, denn das Prinzip liefert einen bestimmten Strom – die abgenommene Spannung muss bei schwankender Stromaufnahme ggf. mittels eines Parallelreglers stabilisiert werden. Je höher die geforderte Ausgangsspannung und je kleiner der Stromverbrauch, desto kleiner sind die Abmessungen des Kondensators. Daher sind Kondensatornetzteile für hohe Ausgangsspannungen und niedrige Stromaufnahme besonders geeignet. Der Wirkungsgrad ist aufgrund des ggf. vorhandenen Parallelreglers und eines stets erforderlichen Schutzwiderstandes (Schutz des Gleichrichters bzw. der nachfolgenden Schaltung vor Spannungstransienten des Netzes und beim Einschalten) eingeschränkt.
Kondensatornetzteile sind bei geringen Strömen kleiner, billiger und leichter als herkömmliche (Schalt-)Netzteile beziehungsweise Netztransformatoren. Auf Grund der fehlenden Potentialtrennung beschränkt sich der Einsatz normalerweise auf eingebaute Elektronik in Geräten mit Netzanschluss, wie z. B. zum Betrieb von LED-Leuchtmitteln im unteren Leistungsbereich, sowie zur Eigenversorgung der Steuerung von Dämmerungsschaltern, Bewegungsmeldern, Fernwirkempfänger, elektronischen Schaltuhren, Zeitrelais und ähnlichen Geräten.
Bei höherem Strombedarf werden eher galvanisch nicht getrennte Abwärtswandler eingesetzt, die jedoch durch ihre getaktete Betriebsweise entsprechend mehr Störemissionen erzeugen.

## Geschichte
Noch in den 1980ern ersetzten Kondensatornetzteile beim Anschluss von Gleichspannungsmotoren bis 3 W mit Betriebsspannungen von 3 V bis 24 V die damals erhältlichen 50Hz-Transformatoren. Die Anschaffung war preisgünstiger. Der Entladewiderstand für den Kondensator (R2, s. u.) war in den Steuerungsanlagen nicht immer nötig, wodurch ein hoher Wirkungsgrad von 60 bis 90 % erreicht wurde. Ein selbstheilender 2-µF-Kondensator (ca. 147 mA) kostete in etwa so viel wie ein 1-VA-Transformator. Zudem waren Transformatoren unter 1 VA Ausgangsleistung nicht erhältlich.
Der Anwendungsbereich schrumpft seit der Entwicklung von Kleinleistungsschaltnetzteilen in den 1990er Jahren wegen des höheren Wirkungsgrades der Schaltnetzteiltechnologie gegenüber den vorher genutzten Trafonetzteilen. Die Baugröße des Kondensators im Kondensatornetzteil nimmt proportional mit dem entnehmbaren Strom zu und überschreitet bei ca. 66 bis 100 mA Ausgangsstrom die Größe eines vergleichbaren Schaltnetzteils mit vergleichbarem Wirkungsgrad.
Seit etwa 2008 sind preisgünstige Abwärtswandler mit niedrigem Eigenverbrauch erhältlich und der Anwendungsbereich schrumpft weiter. Diese Abwärtswandler sind auch bei 2 mA Ausgangsstrom kleiner als Kondensatornetzteile, haben aber einen schlechteren Wirkungsgrad, weil für den Wandler selbst eine Hilfsspannung mit einem Strom von 1 mA bis 1,5 mA gebraucht wird, die über einen ohmschen Vorwiderstand aus der Netzspannung von 230 V erzeugt wird (Stand 2014).
In Retrofit-LED-Leuchtmitteln kommen häufig Kondensatornetzteile vor, weil hier keine galvanische Trennung, dafür eine kleine Baugröße benötigt wird. Häufig wird aus Kosten- und Platzgründen auch der Glättungskondensator weggelassen oder zu klein dimensioniert, was zum starken Flimmern der Lampen führt. Auch hier werden je nach Preisklasse vermehrt Abwärtswandler eingesetzt, was oft, aber nicht notwendigerweise, mit dem Einsatz eines Glättungskondensators einhergeht.

## Aufbau

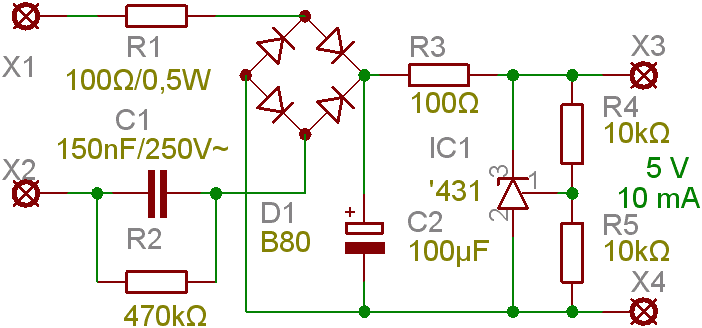
Prinzipschaltplan und Dimensionierungsbeispiel

Ein Kondensatornetzteil besteht aus einem Kondensator C1, dessen Blindwiderstand den Strom durch den Gleichrichter D1 begrenzt. Um die Stromspitze beim Einschalten sowie durch mögliche Mängel der Spannungsqualität aus dem Versorgungsnetz (engl. Surge und Burst) zu begrenzen, ist ein ohmscher Widerstand R1 in Reihe geschaltet. Ein Elektrolytkondensator C2 glättet die Gleichspannung und puffert die Stromspitzen bei Laständerungen. Ihm kann ein Spannungsregler nachgeschaltet sein, hier bestehend aus einem Strombegrenzer-Widerstand R3 und einem Querregler IC1. Bei geringerer Anforderung an Spannungskonstanz kann man eine in Sperrrichtung betriebene Zenerdiode benutzen.
Aus Netzspannung und Blindwiderstand C1 entsteht praktisch eine Stromquelle. Das bedeutet, der Stromfluss durch R3 ist nahezu konstant. Daher sind Kondensatornetzteile ideal für Konstantstromverbraucher, etwa LEDs. Die Wirkleistungsaufnahme dieser Schaltung ergibt sich aus den Flussspannungen der Dioden des Gleichrichters addiert zur an C2 einstellenden Ausgangsspannung multipliziert mit dem Strom, plus der Leistung an R1 und R2.
Die Kapazität des Kondensators C1 beträgt etwa 22 nF bis über 1 µF. Für Kondensatoren mit ± 20 % Toleranz lässt sich für eine Brückengleichrichtung bis 25 Volt Ausgangsspannung unter Berücksichtigung aller übrigen Toleranzen in der Schaltung die Kapazität überschlägig mit 15 nF pro Milliampere Ausgangsstrom bestimmen. Für eine Einweggleichrichtung (modifizierte Greinacher-Schaltung) sind überschlägig 30 nF pro Milliampere Ausgangsstrom vorzusehen. Kondensatoren mit kleinerem Toleranzbereich steigern die Energieeffizienz, so dass bei ± 10 % Toleranz die überschlägig ermittelte Kapazität um 10 % reduziert und für ± 5 % Toleranz um 15 % reduziert werden kann. Um den errechneten Wert der Kapazität exakt mit Kondensatoren aus der E6-Reihe (± 20 % Toleranz) oder E12-Reihe (± 10 % Toleranz) zu realisieren, werden Kondensatoren verschiedener Größen parallel geschaltet, beispielsweise 33 nF, 6,8 nF und 2,2 nF, wenn der errechnete Wert 42 nF beträgt. Den nächsthöheren Wert 47 nF (E12-Reihe) zu wählen wäre möglich, senkt jedoch den Wirkungsgrad des Kondensatornetzteils.
Dem Kondensator C1 muss ein Widerstand R2 von 470 kΩ bis 1 MΩ parallelgeschaltet werden. Er entlädt den Kondensator, nachdem das Gerät vom Netz getrennt wird. Ansonsten kann man am herausgezogenen Stecker des Geräts einen elektrischen Schlag bekommen. Bei Kaufgeräten beträgt die Zeitkonstante für die Entladung von C1 durch R2 etwa 70 ms bis 1,5 s. Unter Berücksichtigung aller Toleranzen wird durch eine Zeitkonstante von 0,07 s die Entladung innerhalb von 0,2 Sekunden auf eine Spannung unter 50 Volt sichergestellt. Dabei beträgt der Wirkstrom, der während des Betriebs parallel zum Kondensator C1 fließt, etwa 5 % des Blindstroms durch den Kondensator, was für den Ausgangsstrom durch die Phasenverschiebung zwischen Wirk- und Blindstrom kaum etwas ausmacht. In fest installierten Geräten oder Anlagen kann die Entladung des C1 eventuell entfallen.
Trotz des in Reihe geschalteten ohmschen Widerstands R1 (ab 47 Ω aufwärts, üblicherweise im Bereich 330 bis 5600 Ω, abhängig von der Impulsstromfestigkeit der Sicherung und der angeschlossenen Bauelemente für den Einschalt- und Überspannungsfall) sollten für ein Kondensatornetzteil sog. X-Kondensatoren (z. B. MKP 630 V= / 250 V~) benutzt werden, denn im 230V-Netz kommen kürzer und länger dauernde Überspannungen vor, u. a. sog. Transienten, die durchaus bis zu 6 kV aufweisen können und im Bereich bis 2 kV normalerweise mehrmals täglich auftreten. Der Vorwiderstand nimmt einen Teil dieser Spannung auf; dennoch muss der Kondensator genügend spannungsfest sein und ggf. ohne Brandgefahr versagen. R1 ist auch wichtig um den Einschaltstrom zu begrenzen. Zum Beispiel wenn der Kondensator noch entladen ist und in der Mitte der Sinuswelle eingeschaltet wird.
Es muss eine Sicherung vorgeschaltet werden, entweder als eigenes Bauteil wie einer Schmelzsicherung, oder der verwendete Widerstand R1 ist ein sog. Sicherungswiderstand (englisch fusible type) und stellt also neben seiner eigentlichen Funktion auch eine Sicherung dar und entflammt nicht, falls der Kondensator durchschlägt. Deshalb und auch wegen der höheren Spannungsfestigkeit empfehlen sich Metallschichtwiderstände. Zusätzlich muss der Widerstand spannungs- und impulsfest sein, um selbst bei starken Transienten nicht zu explodieren.
Ein Kondensatornetzteil benötigt immer eine Belastung, die zu hohe Spannungen am Ausgang verhindert. In wenigen Fällen kann die Last selber den Arbeitspunkt an Spannungsänderungen wie auch Bauteiletoleranzen anpassen und den Strom komplett unterbinden, wenn es zum Ausfall der Last kommt, z. B. bei LED-Lampen. In den anderen Fällen muss eine parallel geschaltete variable Last die Ausgangsspannung stabilisieren, auch beim Totalausfall der angeschlossenen Last. Es eignen sich Z-Dioden, Überspannungsschutzdioden und Querregler. Querregler stabilisieren Spannungen besser als Z-Dioden, benötigen aber etwas Strom, um ihre interne Elektronik betreiben zu können und können nur geringe Impulsströme ableiten. Ihre Spannung ist oft über einen Spannungsteiler wählbar.
Z-Dioden verkraften kurzzeitig hohe Überströme und haben einen niedrigen Leckstrom von wenigen Mikroampere, sind jedoch in Wert, Streuung und Temperaturkoeffizient der Zenerspannung festgelegt.
Viele X-Kondensatoren sind selbstheilend, verlieren dabei aber Kapazität, weshalb billige Kondensatornetzteile ohne ausreichende Überdimensionierung und Schutzbeschaltung (TVS, VDR, Drossel) nur eine eingeschränkte Lebensdauer haben, obwohl kein thermisch nennenswert belastetes Bauteil involviert ist.
Rundsteuerimpulse und ähnliche hochfrequente, dem Netz überlagerte Störspannungen können Kondensatornetzteile oder die daran angeschlossenen Verbraucher belasten.

Strom durchfließt erst Relais oder Transistor um dann durch die Relaisansteuerung zu fließen

Wenn das Kondensatornetzteil eine Ansteuerschaltung für ein Relais betreibt, wird die Relaisspule in Reihe mit der Ansteuerschaltung geschaltet.
Es eignen sich Relais mit 24 bis 48 Volt, da sie einen geringen Strom benötigen, der aber etwas größer als jener der Ansteuerschaltung sein muss.
Das führt zur Stromersparnis und besseren Wirkungsgrad durch kleinere C1 und R2.
Beim Betrieb an einer Konstantstromquelle wird ein Relais ausgeschaltet, indem der schaltende Transistor die Spannung am Relais kurzschließt. Durch die geringe Spannung am Transistor ist die Wirkleistung nahe null. Wird der Transistor nicht leitend, schaltet das Relais ein.
Dient das Kondensatornetzteil zur Ansteuerung eines Triacs, kommt eine Dioden-Halbbrücke zum Einsatz, die eine gegenüber einem Pol der Netzspannung negative (= günstiger zum Zünden des Triacs) Spannung von typisch 5 V bereitstellt. Die Stromergiebigkeit gegenüber der o. a. Vollbrücke ist jedoch bei gleicher Dimensionierung nur halb so groß, weswegen bei seltener geschalteten und großen Lasten gern Relais benutzt werden, etwa bei Wasserkochern.

## Wirkungsgrad
Der Wirkungsgrad eines Kondensatornetzteils ist mäßig bis sehr gut, je nach Einsatzbedingungen.
Besonders der Serienwiderstand R1 und der Entladewiderstand R2 bestimmen den Wirkungsgrad.
Allgemein ist der Wirkungsgrad höher, wenn die Ausgangsspannung hoch und der Ausgangsstrom niedrig ist.
Darum werden Reihenschaltungen den Parallelschaltungen vorgezogen.
LED-Leuchten mit vielen einzelnen in Reihenschaltung verbundenen LEDs oder Geräte, bei denen mehrere Schaltungsteile vom gleichen Strom durchflossen werden, setzen dieses Prinzip um.
Im Vergleich zu anderen Netzteil- und Wandlertechnologien ist das Kondensatornetzteil bei niedrigen Ausgangsströmen effizienter.
Die Wirkungsgrade verschiedener Netzteile und Vorschaltgeräte betragen bei einer zu versorgenden elektronischen Last/Schaltung, die beispielsweise 6 V ± 20% bei 2 mA benötigt:
- ca. ,,62–75% – Kondensatornetzteil, 5,6–6,6 V durch Z-Diode (nötiger Regelstrom ≥200µA), 10 % Toleranz von C1, ohne R2
- ca. ,,36–45% – Kondensatornetzteil, 6 V durch Querregler (nötiger Regelstrom ≥1100µA), 10 % Toleranz von C1, ohne R2
- ca. ,,18–19% – Kondensatornetzteil, 5,6–6,6 V durch Z-Diode (≥ 200µA), 10 % Tol. C1, R2 entlädt C1 mit Zeitkonstante 70 ms
- ca. ,,–0013% – Kondensatornetzteil, 6 V durch Querregler (≥ 1100µA), 5 % Tol. C1, R2 entlädt C1 mit Zeitkonstante 70 ms
- ca. ,,12–13% – Kondensatornetzteil, 6 V durch Querregler (≥ 1100µA), 10 % Tol. C1, R2 entlädt C1 mit Zeitkonstante 70 ms
- ca. ,,09–11% – Kondensatornetzteil, 6 V durch Querregler (≥ 1100µA), 20 % Tol. C1, R2 entlädt C1 mit Zeitkonstante 70 ms
- ca. ,–010,7% – 6V-Schaltnetzteil ohne LED-Funktionsanzeige, 300 mA max., 6 V stabilisiert, 0,10 Watt Verlustleistung
- ca. ,–005,4% – Universal-Schaltnetzteil mit LED-Funktionsanzeige, 300 mA max., Einstellung 6 V, 0,21 Watt Verlustleistung
- ca. ,–003,4% – Abwärtswandler, stabilisiert auf 5,6–6,6 V und 2 mA, Hilfsspannungserzeugung mit 0,49 Watt Verlustleistung
- ca. 2,1–2,4% – Ohmscher Vorwiderstand mit 5 % Toleranz, 5,6–6,6 V durch Z-Diode (≥200µA)
- ca. ,–000,7% – Universal-Trafonetzteil 500 mA max., 3 V unstabilisiert, real 6,9 V bei 1,62 Watt Verlustleistung

Kondensatornetzteile dürfen nicht mit Wechselrichtern betrieben werden, die keine sinusförmige Spannung abgeben (z. B. gängige Kfz-Wechselrichter). Eine rechteck- oder trapezförmige Ausgangsspannung würde die Wirkung des Kondensators als Blindwiderstand aufheben und die Wirkleistung fiele nur im Schutzwiderstand ab, der als einziger den Strom begrenzt.

## Fehlerbild
Oft kommt es vor, dass Kondensatornetzteile nach Jahren des Gebrauchs
den Dienst versagen. Grund hierfür ist häufig, dass die X-Kondensatoren an Kapazität verloren haben und ausgetauscht werden müssen.